# Juli
För andra betydelser, se Juli (olika betydelser).
Juli är årets sjunde månad i den gregorianska kalendern och har 31 dagar. Den innehåller årets 182:a till 212:e dag (183:e till 213:e vid skottår). Namnet kommer av den romerske fältherren och statsmannen Julius Caesar. Juli kallas Iulius på latin, och Iulii i samband med datum.
Juli kallades förr i Sverige för hömånad (se gammelnordiska kalendern), i Danmark för ormemåned (maskmånad).
Juli är en sommarmånad på norra halvklotet, men en vintermånad på södra halvklotet. Den är vanligtvis den varmaste respektive kallaste av årets månader.

## Det händer i juli

### Högtider
- USA firar nationaldag den 4 juli, till minne av självständighetsförklaringen från Storbritannien 1776.
- Frankrike firar nationaldag den 14 juli, till minne av stormningen av Bastiljen 1789, som blev inledningen på franska revolutionen.
- Tornedalingarnas dag den 15 juli.[2]
- Peru firar nationaldag den 28 juli, till minne av självständigheten från Spanien 1821.[3]
- Egypten firar nationaldag den 23 juli.[4]

### Sport
- Gothia Cup brukar äga rum.
- Cykelloppet Tour de France brukar avgöras i juli.
- Orienteringstävlingen O-ringen äger rum i slutet av månaden.

## Samband
- Juli börjar alltid på samma veckodag som april, och även samma veckodag som januari om det är skottår.